# باول زوترمايستر
باول سوترمايستر (ولد في كانتون زيورخ 1864- ومات في برن (مدينة)1905) مؤلف وقس سويسري.
كان عم هانز مارتن سوترمايستر.